# Gruppspelet i Svenska cupen i fotboll 2016/2017
Gruppspelet i Svenska cupen i fotboll 2016/2017 spelas från den 18 februari till den 5 mars 2017, totalt 32 lag tävlar i gruppspelet om åttas slutspelsplatser. Gruppspelet består av 32 lag som delas upp i åtta grupper med fyra lag i varje grupp. Alla lag i varje grupp spelar mot varandra en gång. Varje gruppvinnare går vidare till kvartsfinal.

## Grupper

### Grupp 1
| Nr | Lag             | S | V | O | F | GM | IM | MS | P |
| -- | --------------- | - | - | - | - | -- | -- | -- | - |
| 1  | AIK             | 3 | 2 | 1 | 0 | 4  | 0  | +4 | 7 |
| 2  | Dalkurd FF      | 3 | 1 | 2 | 0 | 5  | 3  | +2 | 5 |
| 3  | Kristianstad FC | 3 | 1 | 0 | 2 | 3  | 7  | −4 | 3 |
| 4  | Gais            | 3 | 0 | 1 | 2 | 3  | 5  | −2 | 1 |

|             | 18 februari 2017 | Kristianstad FC  | 1 – 3           | Dalkurd FF                                        | Kristianstads IP                                          |                                                           |
| 14:00 UTC+1 | 14:00 UTC+1      | Robin Clason 12′ | (1 – 0) Rapport | 55′ Heradi Rashidi 73′ (sjm.) 89′ Mohamed Bangura | Kristianstad Publik: 350 Domare: Andreas Ekberg (Bjärred) | Kristianstad Publik: 350 Domare: Andreas Ekberg (Bjärred) |
| 14:00 UTC+1 | 14:00 UTC+1      |                  |                 |                                                   | Kristianstad Publik: 350 Domare: Andreas Ekberg (Bjärred) | Kristianstad Publik: 350 Domare: Andreas Ekberg (Bjärred) |
| 14:00 UTC+1 | 14:00 UTC+1      |                  |                 |                                                   | Kristianstad Publik: 350 Domare: Andreas Ekberg (Bjärred) | Kristianstad Publik: 350 Domare: Andreas Ekberg (Bjärred) |

|             | 19 februari 2017 | AIK            | 1 – 0           | Gais | Skytteholms IP                                               |                                                              |
| 14:00 UTC+1 | 14:00 UTC+1      | Denni Avdić 4′ | (1 – 0) Rapport |      | Stockholm Publik: 3 495 Domare: Mohammed Al-Hakim (Västerås) | Stockholm Publik: 3 495 Domare: Mohammed Al-Hakim (Västerås) |
| 14:00 UTC+1 | 14:00 UTC+1      |                |                 |      | Stockholm Publik: 3 495 Domare: Mohammed Al-Hakim (Västerås) | Stockholm Publik: 3 495 Domare: Mohammed Al-Hakim (Västerås) |
| 14:00 UTC+1 | 14:00 UTC+1      |                |                 |      | Stockholm Publik: 3 495 Domare: Mohammed Al-Hakim (Västerås) | Stockholm Publik: 3 495 Domare: Mohammed Al-Hakim (Västerås) |

|             | 25 februari 2017 | Kristianstad FC | 0 – 3           | AIK                                                    | Kristianstads IP                                            |                                                             |
| 14:00 UTC+1 | 14:00 UTC+1      |                 | (0 – 2) Rapport | 16′ Johan Blomberg 21′ Eero Markkanen 87′ Per Karlsson | Kristianstad Publik: 1 812 Domare: Jonas Karlsson (Målilla) | Kristianstad Publik: 1 812 Domare: Jonas Karlsson (Målilla) |
| 14:00 UTC+1 | 14:00 UTC+1      |                 |                 |                                                        | Kristianstad Publik: 1 812 Domare: Jonas Karlsson (Målilla) | Kristianstad Publik: 1 812 Domare: Jonas Karlsson (Målilla) |
| 14:00 UTC+1 | 14:00 UTC+1      |                 |                 |                                                        | Kristianstad Publik: 1 812 Domare: Jonas Karlsson (Målilla) | Kristianstad Publik: 1 812 Domare: Jonas Karlsson (Målilla) |

|             | 25 februari 2017 | Dalkurd FF                     | 2 – 2           | Gais                                     | Domnarvsvallen                                      |                                                     |
| 14:00 UTC+1 | 14:00 UTC+1      | Ammar Ahmed 5′ Rawez Lawan 45′ | (2 – 0) Rapport | 57′ James Sinclair 90′ Alexander Leksell | Borlänge Publik: 305 Domare: Jim Petersson (Motala) | Borlänge Publik: 305 Domare: Jim Petersson (Motala) |
| 14:00 UTC+1 | 14:00 UTC+1      |                                |                 |                                          | Borlänge Publik: 305 Domare: Jim Petersson (Motala) | Borlänge Publik: 305 Domare: Jim Petersson (Motala) |
| 14:00 UTC+1 | 14:00 UTC+1      |                                |                 |                                          | Borlänge Publik: 305 Domare: Jim Petersson (Motala) | Borlänge Publik: 305 Domare: Jim Petersson (Motala) |

|             | 5 mars 2017 | Gais       | 1 – 2           | Kristianstad FC               | Valhalla IP                                         |                                                     |
| 16:00 UTC+1 | 16:00 UTC+1 | 20′ (sjm.) | (1 – 0) Rapport | 53′ André Kamp 67′ Emil Åberg | Göteborg Publik: 380 Domare: Nermin Cisic (Värnamo) | Göteborg Publik: 380 Domare: Nermin Cisic (Värnamo) |
| 16:00 UTC+1 | 16:00 UTC+1 |            |                 |                               | Göteborg Publik: 380 Domare: Nermin Cisic (Värnamo) | Göteborg Publik: 380 Domare: Nermin Cisic (Värnamo) |
| 16:00 UTC+1 | 16:00 UTC+1 |            |                 |                               | Göteborg Publik: 380 Domare: Nermin Cisic (Värnamo) | Göteborg Publik: 380 Domare: Nermin Cisic (Värnamo) |

|             | 5 mars 2017 | AIK | 0 – 0           | Dalkurd FF | Skytteholms IP                                          |                                                         |
| 16:00 UTC+1 | 16:00 UTC+1 |     | (0 – 0) Rapport |            | Stockholm Publik: 3 540 Domare: Patrik Eriksson (Gävle) | Stockholm Publik: 3 540 Domare: Patrik Eriksson (Gävle) |
| 16:00 UTC+1 | 16:00 UTC+1 |     |                 |            | Stockholm Publik: 3 540 Domare: Patrik Eriksson (Gävle) | Stockholm Publik: 3 540 Domare: Patrik Eriksson (Gävle) |
| 16:00 UTC+1 | 16:00 UTC+1 |     |                 |            | Stockholm Publik: 3 540 Domare: Patrik Eriksson (Gävle) | Stockholm Publik: 3 540 Domare: Patrik Eriksson (Gävle) |

### Grupp 2
| Nr | Lag            | S | V | O | F | GM | IM | MS | P |
| -- | -------------- | - | - | - | - | -- | -- | -- | - |
| 1  | IFK Norrköping | 3 | 1 | 2 | 0 | 10 | 3  | +7 | 5 |
| 2  | Vänersborgs FK | 3 | 1 | 2 | 0 | 7  | 5  | +2 | 5 |
| 3  | Halmstads BK   | 3 | 1 | 1 | 1 | 6  | 9  | −3 | 4 |
| 4  | Örgryte IS     | 3 | 0 | 1 | 2 | 2  | 8  | −6 | 1 |

|             | 18 februari 2017 | Vänersborgs FK       | 2 – 2           | Halmstads BK                                  | Vänersvallen                                             |                                                          |
| 14:00 UTC+1 | 14:00 UTC+1      | Valon Gashi 27′, 73′ | (1 – 0) Rapport | 70′ Fredrik Olsson 80′ (str.) Marcus Mathisen | Vänersborg Publik: 812 Domare: Antti Kanerva (Olofstorp) | Vänersborg Publik: 812 Domare: Antti Kanerva (Olofstorp) |
| 14:00 UTC+1 | 14:00 UTC+1      |                      |                 |                                               | Vänersborg Publik: 812 Domare: Antti Kanerva (Olofstorp) | Vänersborg Publik: 812 Domare: Antti Kanerva (Olofstorp) |
| 14:00 UTC+1 | 14:00 UTC+1      |                      |                 |                                               | Vänersborg Publik: 812 Domare: Antti Kanerva (Olofstorp) | Vänersborg Publik: 812 Domare: Antti Kanerva (Olofstorp) |

|             | 19 februari 2017 | IFK Norrköping    | 1 – 1           | Örgryte IS          | Östgötaporten                                                  |                                                                |
| 16:00 UTC+1 | 16:00 UTC+1      | Karl Holmberg 73′ | (0 – 0) Rapport | 86′ David Johansson | Norrköping Publik: 2 155 Domare: Kristoffer Karlsson (Höganäs) | Norrköping Publik: 2 155 Domare: Kristoffer Karlsson (Höganäs) |
| 16:00 UTC+1 | 16:00 UTC+1      |                   |                 |                     | Norrköping Publik: 2 155 Domare: Kristoffer Karlsson (Höganäs) | Norrköping Publik: 2 155 Domare: Kristoffer Karlsson (Höganäs) |
| 16:00 UTC+1 | 16:00 UTC+1      |                   |                 |                     | Norrköping Publik: 2 155 Domare: Kristoffer Karlsson (Höganäs) | Norrköping Publik: 2 155 Domare: Kristoffer Karlsson (Höganäs) |

|             | 25 februari 2017 | Vänersborgs FK                   | 2 – 2           | IFK Norrköping                         | Vänersvallen                                                |                                                             |
| 13:00 UTC+1 | 13:00 UTC+1      | Valon Gashi 24′ Andelo Vekic 61′ | (1 – 0) Rapport | 46′ Nicklas Bärkroth 54′ Karl Holmberg | Vänersborg Publik: 856 Domare: Robert Daradic (Helsingborg) | Vänersborg Publik: 856 Domare: Robert Daradic (Helsingborg) |
| 13:00 UTC+1 | 13:00 UTC+1      |                                  |                 |                                        | Vänersborg Publik: 856 Domare: Robert Daradic (Helsingborg) | Vänersborg Publik: 856 Domare: Robert Daradic (Helsingborg) |
| 13:00 UTC+1 | 13:00 UTC+1      |                                  |                 |                                        | Vänersborg Publik: 856 Domare: Robert Daradic (Helsingborg) | Vänersborg Publik: 856 Domare: Robert Daradic (Helsingborg) |

|             | 25 februari 2017 | Halmstads BK                                                          | 4 – 0           | Örgryte IS | Skedalahed IP                                     |                                                   |
| 16:00 UTC+1 | 16:00 UTC+1      | Marcus Mathisen 25′ Alexander Ruud Tveter 63′, 78′ Fredrik Olsson 84′ | (1 – 0) Rapport |            | Halmstad Publik: 653 Domare: Per Melin (Kävlinge) | Halmstad Publik: 653 Domare: Per Melin (Kävlinge) |
| 16:00 UTC+1 | 16:00 UTC+1      |                                                                       |                 |            | Halmstad Publik: 653 Domare: Per Melin (Kävlinge) | Halmstad Publik: 653 Domare: Per Melin (Kävlinge) |
| 16:00 UTC+1 | 16:00 UTC+1      |                                                                       |                 |            | Halmstad Publik: 653 Domare: Per Melin (Kävlinge) | Halmstad Publik: 653 Domare: Per Melin (Kävlinge) |

|             | 4 mars 2017 | Örgryte IS     | 1 – 3           | Vänersborgs FK                                       | Valhalla IP                                               |                                                           |
| 14:00 UTC+1 | 14:00 UTC+1 | Emil Skogh 71′ | (0 – 2) Rapport | 10′ Valon Gashi 29′ Ismael Fonjah 90′ Andrew Palumbo | Göteborg Publik: 509 Domare: Fredrik Klitte (Helsingborg) | Göteborg Publik: 509 Domare: Fredrik Klitte (Helsingborg) |
| 14:00 UTC+1 | 14:00 UTC+1 |                |                 |                                                      | Göteborg Publik: 509 Domare: Fredrik Klitte (Helsingborg) | Göteborg Publik: 509 Domare: Fredrik Klitte (Helsingborg) |
| 14:00 UTC+1 | 14:00 UTC+1 |                |                 |                                                      | Göteborg Publik: 509 Domare: Fredrik Klitte (Helsingborg) | Göteborg Publik: 509 Domare: Fredrik Klitte (Helsingborg) |

|             | 4 mars 2017 | IFK Norrköping                                                                                         | 7 – 0           | Halmstads BK | Östgötaporten                                            |                                                          |
| 14:00 UTC+1 | 14:00 UTC+1 | Karl Holmberg 6′, 13′, 28′ Sebastian Andersson 11′, 67′ David Moberg Karlsson 22′ Nicklas Bärkroth 75′ | (5 – 0) Rapport |              | Norrköping Publik: 1 861 Domare: Glenn Nyberg (Borlänge) | Norrköping Publik: 1 861 Domare: Glenn Nyberg (Borlänge) |
| 14:00 UTC+1 | 14:00 UTC+1 | |                 |              | Norrköping Publik: 1 861 Domare: Glenn Nyberg (Borlänge) | Norrköping Publik: 1 861 Domare: Glenn Nyberg (Borlänge) |
| 14:00 UTC+1 | 14:00 UTC+1 | |                 |              | Norrköping Publik: 1 861 Domare: Glenn Nyberg (Borlänge) | Norrköping Publik: 1 861 Domare: Glenn Nyberg (Borlänge) |

### Grupp 3
| Nr | Lag                | S | V | O | F | GM | IM | MS  | P |
| -- | ------------------ | - | - | - | - | -- | -- | --- | - |
| 1  | IFK Göteborg       | 3 | 2 | 1 | 0 | 11 | 4  | +7  | 7 |
| 2  | IK Sirius          | 3 | 2 | 1 | 0 | 9  | 2  | +7  | 7 |
| 3  | Ljungskile SK      | 3 | 1 | 0 | 2 | 4  | 5  | −1  | 3 |
| 4  | Arameisk-Syrianska | 3 | 0 | 0 | 3 | 0  | 13 | −13 | 0 |

|             | 18 februari 2017 | IFK Göteborg                                           | 3 – 2           | Ljungskile SK                               | Bravida Arena                                               |                                                             |
| 16:00 UTC+1 | 16:00 UTC+1      | Søren Rieks 7′ Elías Már Ómarsson 35′ Thomas Rogne 38′ | (3 – 0) Rapport | 50′ Robin Strömberg 56′ Jonathan Gustafsson | Göteborg Publik: 2 221 Domare: Robert Daradic (Helsingborg) | Göteborg Publik: 2 221 Domare: Robert Daradic (Helsingborg) |
| 16:00 UTC+1 | 16:00 UTC+1      |                                                        |                 |                                             | Göteborg Publik: 2 221 Domare: Robert Daradic (Helsingborg) | Göteborg Publik: 2 221 Domare: Robert Daradic (Helsingborg) |
| 16:00 UTC+1 | 16:00 UTC+1      |                                                        |                 |                                             | Göteborg Publik: 2 221 Domare: Robert Daradic (Helsingborg) | Göteborg Publik: 2 221 Domare: Robert Daradic (Helsingborg) |

|             | 19 februari 2017 | Arameiska-Syrianska | 0 – 5           | IK Sirius                                                                                          | Södertälje fotbollsarena                              |                                                       |
| 16:00 UTC+1 | 16:00 UTC+1      |                     | (0 – 2) Rapport | 17′ Alexander Nilsson 43′ Kingsley Sarfo 58′ Stefano Vecchia 60′ Dragan Kapcevic 89′ Diego Montiel | Södertälje Publik: 193 Domare: Jim Petersson (Motala) | Södertälje Publik: 193 Domare: Jim Petersson (Motala) |
| 16:00 UTC+1 | 16:00 UTC+1      |                     |                 | | Södertälje Publik: 193 Domare: Jim Petersson (Motala) | Södertälje Publik: 193 Domare: Jim Petersson (Motala) |
| 16:00 UTC+1 | 16:00 UTC+1      |                     |                 | | Södertälje Publik: 193 Domare: Jim Petersson (Motala) | Södertälje Publik: 193 Domare: Jim Petersson (Motala) |

|             | 25 februari 2017 | IK Sirius                              | 2 – 0           | Ljungskile SK | Lötens IP                                           |                                                     |
| 14:00 UTC+1 | 14:00 UTC+1      | Stefano Vecchia 30′ Kingsley Sarfo 55′ | (1 – 0) Rapport |               | Uppsala Publik: 824 Domare: Glenn Nyberg (Borlänge) | Uppsala Publik: 824 Domare: Glenn Nyberg (Borlänge) |
| 14:00 UTC+1 | 14:00 UTC+1      |                                        |                 |               | Uppsala Publik: 824 Domare: Glenn Nyberg (Borlänge) | Uppsala Publik: 824 Domare: Glenn Nyberg (Borlänge) |
| 14:00 UTC+1 | 14:00 UTC+1      |                                        |                 |               | Uppsala Publik: 824 Domare: Glenn Nyberg (Borlänge) | Uppsala Publik: 824 Domare: Glenn Nyberg (Borlänge) |

|             | 26 februari 2017 | IFK Göteborg                                                                           | 6 – 0           | Arameiska-Syrianska | Bravida Arena                                         |                                                       |
| 16:00 UTC+1 | 16:00 UTC+1      | Mikael Boman 7′ Søren Rieks 26′, 36′, 48′ Emil Salomonsson 83′ David Boo Wiklander 86′ | (3 – 0) Rapport |                     | Göteborg Publik: 1 281 Domare: Kaspar Sjöberg (Malmö) | Göteborg Publik: 1 281 Domare: Kaspar Sjöberg (Malmö) |
| 16:00 UTC+1 | 16:00 UTC+1      |                                                                                        |                 |                     | Göteborg Publik: 1 281 Domare: Kaspar Sjöberg (Malmö) | Göteborg Publik: 1 281 Domare: Kaspar Sjöberg (Malmö) |
| 16:00 UTC+1 | 16:00 UTC+1      |                                                                                        |                 |                     | Göteborg Publik: 1 281 Domare: Kaspar Sjöberg (Malmö) | Göteborg Publik: 1 281 Domare: Kaspar Sjöberg (Malmö) |

|             | 4 mars 2017 | Ljungskile SK                         | 2 – 0           | Arameiska-Syrianska | Uddevalla Arena                                              |                                                              |
| 16:00 UTC+1 | 16:00 UTC+1 | Patrik Wallin 73′ Tommy Filipovic 90′ | (0 – 0) Rapport |                     | Uddevalla Publik: 150 Domare: Granit Maqedonci (Helsingborg) | Uddevalla Publik: 150 Domare: Granit Maqedonci (Helsingborg) |
| 16:00 UTC+1 | 16:00 UTC+1 |                                       |                 |                     | Uddevalla Publik: 150 Domare: Granit Maqedonci (Helsingborg) | Uddevalla Publik: 150 Domare: Granit Maqedonci (Helsingborg) |
| 16:00 UTC+1 | 16:00 UTC+1 |                                       |                 |                     | Uddevalla Publik: 150 Domare: Granit Maqedonci (Helsingborg) | Uddevalla Publik: 150 Domare: Granit Maqedonci (Helsingborg) |

|             | 4 mars 2017 | IFK Göteborg                     | 2 – 2           | IK Sirius              | Bravida Arena                                            |                                                          |
| 16:00 UTC+1 | 16:00 UTC+1 | Mikael Boman 2′ Thomas Rogne 61′ | (1 – 0) Rapport | 73′, 86′ Jakob Bergman | Göteborg Publik: 2 325 Domare: Stefan Johannesson (Täby) | Göteborg Publik: 2 325 Domare: Stefan Johannesson (Täby) |
| 16:00 UTC+1 | 16:00 UTC+1 |                                  |                 |                        | Göteborg Publik: 2 325 Domare: Stefan Johannesson (Täby) | Göteborg Publik: 2 325 Domare: Stefan Johannesson (Täby) |
| 16:00 UTC+1 | 16:00 UTC+1 |                                  |                 |                        | Göteborg Publik: 2 325 Domare: Stefan Johannesson (Täby) | Göteborg Publik: 2 325 Domare: Stefan Johannesson (Täby) |

### Grupp 4
| Nr | Lag             | S | V | O | F | GM | IM | MS | P |
| -- | --------------- | - | - | - | - | -- | -- | -- | - |
| 1  | IF Elfsborg     | 3 | 2 | 1 | 0 | 11 | 3  | +8 | 7 |
| 2  | Falkenbergs FF  | 3 | 1 | 1 | 1 | 5  | 7  | −2 | 4 |
| 3  | IFK Värnamo     | 3 | 1 | 2 | 0 | 4  | 3  | +1 | 5 |
| 4  | Ytterhogdals IK | 3 | 0 | 0 | 3 | 0  | 7  | −7 | 0 |

|             | 18 februari 2017 | Ytterhogdals IK | 0 – 3           | Falkenbergs FF                                          | Fotbollshallen (inomhus)                                 |                                                          |
| 16:00 UTC+1 | 16:00 UTC+1      |                 | (0 – 0) Rapport | 47′ Stefan Rodevåg 64′ Erik Pärsson 88′ Johan Lassagård | Ljusdal Publik: 267 Domare: Markus Strömbergsson (Gävle) | Ljusdal Publik: 267 Domare: Markus Strömbergsson (Gävle) |
| 16:00 UTC+1 | 16:00 UTC+1      |                 |                 |                                                         | Ljusdal Publik: 267 Domare: Markus Strömbergsson (Gävle) | Ljusdal Publik: 267 Domare: Markus Strömbergsson (Gävle) |
| 16:00 UTC+1 | 16:00 UTC+1      |                 |                 |                                                         | Ljusdal Publik: 267 Domare: Markus Strömbergsson (Gävle) | Ljusdal Publik: 267 Domare: Markus Strömbergsson (Gävle) |

|             | 19 februari 2017 | IF Elfsborg                               | 2 – 2           | IFK Värnamo                             | Borås Arena                                            |                                                        |
| 16:00 UTC+1 | 16:00 UTC+1      | Daniel Gustavsson 25′ Simon Lundevall 67′ | (1 – 0) Rapport | 53′ Fredrik Lundgren 54′ Pär Cederqvist | Borås Publik: 1 100 Domare: Magnus Lindgren (Göteborg) | Borås Publik: 1 100 Domare: Magnus Lindgren (Göteborg) |
| 16:00 UTC+1 | 16:00 UTC+1      |                                           |                 |                                         | Borås Publik: 1 100 Domare: Magnus Lindgren (Göteborg) | Borås Publik: 1 100 Domare: Magnus Lindgren (Göteborg) |
| 16:00 UTC+1 | 16:00 UTC+1      |                                           |                 |                                         | Borås Publik: 1 100 Domare: Magnus Lindgren (Göteborg) | Borås Publik: 1 100 Domare: Magnus Lindgren (Göteborg) |

|             | 25 februari 2017 | Falkenbergs FF          | 1 – 1           | IFK Värnamo        | Kristineslätts IP                                             |                                                               |
| 14:00 UTC+1 | 14:00 UTC+1      | Erik Pärsson 60′ (str.) | (0 – 1) Rapport | 43′ Pär Cederquist | Falkenberg Publik: 327 Domare: Granit Maqedonci (Helsingborg) | Falkenberg Publik: 327 Domare: Granit Maqedonci (Helsingborg) |
| 14:00 UTC+1 | 14:00 UTC+1      |                         |                 |                    | Falkenberg Publik: 327 Domare: Granit Maqedonci (Helsingborg) | Falkenberg Publik: 327 Domare: Granit Maqedonci (Helsingborg) |
| 14:00 UTC+1 | 14:00 UTC+1      |                         |                 |                    | Falkenberg Publik: 327 Domare: Granit Maqedonci (Helsingborg) | Falkenberg Publik: 327 Domare: Granit Maqedonci (Helsingborg) |

|             | 26 februari 2017 | Ytterhogdals IK | 0 – 3           | IF Elfsborg                                   | Fotbollshallen (inomhus)                            |                                                     |
| 14:00 UTC+1 | 14:00 UTC+1      |                 | (0 – 0) Rapport | 41′, 51′ Daniel Gustavsson 76′ Viktor Prodell | Ljusdal Publik: 667 Domare: Patrik Eriksson (Gävle) | Ljusdal Publik: 667 Domare: Patrik Eriksson (Gävle) |
| 14:00 UTC+1 | 14:00 UTC+1      |                 |                 |                                               | Ljusdal Publik: 667 Domare: Patrik Eriksson (Gävle) | Ljusdal Publik: 667 Domare: Patrik Eriksson (Gävle) |
| 14:00 UTC+1 | 14:00 UTC+1      |                 |                 |                                               | Ljusdal Publik: 667 Domare: Patrik Eriksson (Gävle) | Ljusdal Publik: 667 Domare: Patrik Eriksson (Gävle) |

|             | 5 mars 2017 | IFK Värnamo     | 1 – 0           | Ytterhogdals IK | Finnvedsvallen                                       |                                                      |
| 14:00 UTC+1 | 14:00 UTC+1 | Ellis Culum 69′ | (0 – 0) Rapport |                 | Värnamo Publik: 132 Domare: Jonas Karlsson (Målilla) | Värnamo Publik: 132 Domare: Jonas Karlsson (Målilla) |
| 14:00 UTC+1 | 14:00 UTC+1 |                 |                 |                 | Värnamo Publik: 132 Domare: Jonas Karlsson (Målilla) | Värnamo Publik: 132 Domare: Jonas Karlsson (Målilla) |
| 14:00 UTC+1 | 14:00 UTC+1 |                 |                 |                 | Värnamo Publik: 132 Domare: Jonas Karlsson (Målilla) | Värnamo Publik: 132 Domare: Jonas Karlsson (Målilla) |

|             | 5 mars 2017 | IF Elfsborg                                                                                                 | 6 – 1           | Falkenbergs FF   | Borås Arena                                      |                                                  |
| 14:00 UTC+1 | 14:00 UTC+1 | Per Frick 7′ Jon Jönsson 35′ Simon Lundevall 66′ Anders Randrup 72′ Daniel Gustavsson 87′ Arian Kabashi 88′ | (2 – 0) Rapport | 58′ Erik Pärsson | Borås Publik: 861 Domare: Kaspar Sjöberg (Malmö) | Borås Publik: 861 Domare: Kaspar Sjöberg (Malmö) |
| 14:00 UTC+1 | 14:00 UTC+1 | |                 |                  | Borås Publik: 861 Domare: Kaspar Sjöberg (Malmö) | Borås Publik: 861 Domare: Kaspar Sjöberg (Malmö) |
| 14:00 UTC+1 | 14:00 UTC+1 | |                 |                  | Borås Publik: 861 Domare: Kaspar Sjöberg (Malmö) | Borås Publik: 861 Domare: Kaspar Sjöberg (Malmö) |

### Grupp 5
| Nr | Lag             | S | V | O | F | GM | IM | MS | P |
| -- | --------------- | - | - | - | - | -- | -- | -- | - |
| 1  | Trelleborgs FF  | 3 | 2 | 1 | 0 | 5  | 3  | +2 | 7 |
| 2  | Kalmar FF       | 3 | 1 | 2 | 0 | 6  | 3  | +3 | 5 |
| 3  | Landskrona BoIS | 3 | 1 | 1 | 1 | 5  | 5  | 0  | 4 |
| 4  | Gefle IF        | 3 | 0 | 0 | 3 | 2  | 7  | −5 | 0 |

|             | 19 februari 2017 | Kalmar FF     | 1 – 1           | Trelleborgs FF        | Gasten IP                                         |                                                   |
| 14:00 UTC+1 | 14:00 UTC+1      | David Elm 86′ | (0 – 0) Rapport | 76′ Mattias Håkansson | Kalmar Publik: 651 Domare: Kaspar Sjöberg (Malmö) | Kalmar Publik: 651 Domare: Kaspar Sjöberg (Malmö) |
| 14:00 UTC+1 | 14:00 UTC+1      |               |                 |                       | Kalmar Publik: 651 Domare: Kaspar Sjöberg (Malmö) | Kalmar Publik: 651 Domare: Kaspar Sjöberg (Malmö) |
| 14:00 UTC+1 | 14:00 UTC+1      |               |                 |                       | Kalmar Publik: 651 Domare: Kaspar Sjöberg (Malmö) | Kalmar Publik: 651 Domare: Kaspar Sjöberg (Malmö) |

|             | 19 februari 2017 | Landskrona BoIS                 | 2 – 1           | Gefle IF        | Landskrona IP                                       |                                                     |
| 14:00 UTC+1 | 14:00 UTC+1      | Thierry Zahui 38′ Adi Nalic 83′ | (1 – 0) Rapport | 90′ Johan Oremo | Landskrona Publik: 311 Domare: Per Melin (Kävlinge) | Landskrona Publik: 311 Domare: Per Melin (Kävlinge) |
| 14:00 UTC+1 | 14:00 UTC+1      |                                 |                 |                 | Landskrona Publik: 311 Domare: Per Melin (Kävlinge) | Landskrona Publik: 311 Domare: Per Melin (Kävlinge) |
| 14:00 UTC+1 | 14:00 UTC+1      |                                 |                 |                 | Landskrona Publik: 311 Domare: Per Melin (Kävlinge) | Landskrona Publik: 311 Domare: Per Melin (Kävlinge) |

|             | 26 februari 2017 | Gefle IF                | 1 – 2           | Trelleborgs FF                                | Gavlevallen                                       |                                                   |
| 13:00 UTC+1 | 13:00 UTC+1      | Christian Ljungberg 41′ | (1 – 1) Rapport | 43′ Salif Camara Jönsson 55′ Johan Brannefalk | Gävle Publik: 150 Domare: Victor Wolf (Stockholm) | Gävle Publik: 150 Domare: Victor Wolf (Stockholm) |
| 13:00 UTC+1 | 13:00 UTC+1      |                         |                 |                                               | Gävle Publik: 150 Domare: Victor Wolf (Stockholm) | Gävle Publik: 150 Domare: Victor Wolf (Stockholm) |
| 13:00 UTC+1 | 13:00 UTC+1      |                         |                 |                                               | Gävle Publik: 150 Domare: Victor Wolf (Stockholm) | Gävle Publik: 150 Domare: Victor Wolf (Stockholm) |

|             | 26 februari 2017 | Landskrona BoIS               | 2 – 2           | Kalmar FF                           | Landskrona IP                                               |                                                             |
| 14:00 UTC+1 | 14:00 UTC+1      | Sadat Karim 12′ Adi Nalic 71′ | (1 – 1) Rapport | 31′ Filip Sachpekidis 89′ David Elm | Landskrona Publik: 700 Domare: Fredrik Klitte (Helsingborg) | Landskrona Publik: 700 Domare: Fredrik Klitte (Helsingborg) |
| 14:00 UTC+1 | 14:00 UTC+1      |                               |                 |                                     | Landskrona Publik: 700 Domare: Fredrik Klitte (Helsingborg) | Landskrona Publik: 700 Domare: Fredrik Klitte (Helsingborg) |
| 14:00 UTC+1 | 14:00 UTC+1      |                               |                 |                                     | Landskrona Publik: 700 Domare: Fredrik Klitte (Helsingborg) | Landskrona Publik: 700 Domare: Fredrik Klitte (Helsingborg) |

|             | 4 mars 2017 | Trelleborgs FF                | 2 – 1           | Landskrona BoIS  | Vångavallen                                               |                                                           |
| 16:00 UTC+1 | 16:00 UTC+1 | Salif Camara Jönsson 75′, 87′ | (0 – 1) Rapport | 3′ Thierry Zahui | Trelleborg Publik: 988 Domare: Magnus Lindgren (Göteborg) | Trelleborg Publik: 988 Domare: Magnus Lindgren (Göteborg) |
| 16:00 UTC+1 | 16:00 UTC+1 |                               |                 |                  | Trelleborg Publik: 988 Domare: Magnus Lindgren (Göteborg) | Trelleborg Publik: 988 Domare: Magnus Lindgren (Göteborg) |
| 16:00 UTC+1 | 16:00 UTC+1 |                               |                 |                  | Trelleborg Publik: 988 Domare: Magnus Lindgren (Göteborg) | Trelleborg Publik: 988 Domare: Magnus Lindgren (Göteborg) |

|             | 4 mars 2017 | Kalmar FF                                             | 3 – 0           | Gefle IF | Gasten IP                                           |                                                     |
| 16:00 UTC+1 | 16:00 UTC+1 | Viktor Elm 4′ Marcus Thorbjörnsson 73′ Papa Diouf 85′ | (1 – 0) Rapport |          | Kalmar Publik: 344 Domare: Andreas Ekberg (Bjärred) | Kalmar Publik: 344 Domare: Andreas Ekberg (Bjärred) |
| 16:00 UTC+1 | 16:00 UTC+1 |                                                       |                 |          | Kalmar Publik: 344 Domare: Andreas Ekberg (Bjärred) | Kalmar Publik: 344 Domare: Andreas Ekberg (Bjärred) |
| 16:00 UTC+1 | 16:00 UTC+1 |                                                       |                 |          | Kalmar Publik: 344 Domare: Andreas Ekberg (Bjärred) | Kalmar Publik: 344 Domare: Andreas Ekberg (Bjärred) |

### Grupp 6
| Nr | Lag               | S | V | O | F | GM | IM | MS | P |
| -- | ----------------- | - | - | - | - | -- | -- | -- | - |
| 1  | IF Brommapojkarna | 3 | 2 | 1 | 0 | 8  | 2  | +6 | 7 |
| 2  | Degerfors IF      | 3 | 2 | 0 | 1 | 6  | 7  | −1 | 6 |
| 3  | Djurgårdens IF    | 3 | 1 | 1 | 1 | 3  | 3  | 0  | 4 |
| 4  | Helsingborgs IF   | 3 | 0 | 0 | 3 | 2  | 7  | −5 | 0 |

|             | 18 februari 2017 | IF Brommapojkarna                                                        | 3 – 0           | Helsingborgs IF | Grimsta IP                                                   |                                                              |
| 16:00 UTC+1 | 16:00 UTC+1      | Christopher Brandeborn 7′ Kevin Kabran 49′ Gustav Sandberg Magnusson 54′ | (1 – 0) Rapport |                 | Stockholm Publik: 124 Domare: Stefan Johannesson (Stockholm) | Stockholm Publik: 124 Domare: Stefan Johannesson (Stockholm) |
| 16:00 UTC+1 | 16:00 UTC+1      |                                                                          |                 |                 | Stockholm Publik: 124 Domare: Stefan Johannesson (Stockholm) | Stockholm Publik: 124 Domare: Stefan Johannesson (Stockholm) |
| 16:00 UTC+1 | 16:00 UTC+1      |                                                                          |                 |                 | Stockholm Publik: 124 Domare: Stefan Johannesson (Stockholm) | Stockholm Publik: 124 Domare: Stefan Johannesson (Stockholm) |

|             | 20 februari 2017 | Djurgårdens IF  | 1 – 2           | Degerfors IF           | Tele2 Arena                                                  |                                                              |
| 19:00 UTC+1 | 19:00 UTC+1      | Amadou Jawo 62′ | (0 – 1) Rapport | 1′, 70′ Shpetim Hasani | Stockholm Publik: 7 000 Domare: Mohammed Al-Hakim (Västerås) | Stockholm Publik: 7 000 Domare: Mohammed Al-Hakim (Västerås) |
| 19:00 UTC+1 | 19:00 UTC+1      |                 |                 |                        | Stockholm Publik: 7 000 Domare: Mohammed Al-Hakim (Västerås) | Stockholm Publik: 7 000 Domare: Mohammed Al-Hakim (Västerås) |
| 19:00 UTC+1 | 19:00 UTC+1      |                 |                 |                        | Stockholm Publik: 7 000 Domare: Mohammed Al-Hakim (Västerås) | Stockholm Publik: 7 000 Domare: Mohammed Al-Hakim (Västerås) |

|             | 26 februari 2017 | Helsingborgs IF        | 2 – 3           | Degerfors IF                                                  | Olympiafältet                                                |                                                              |
| 14:00 UTC+1 | 14:00 UTC+1      | Monday Samuel 46′, 71′ | (0 – 2) Rapport | 9′ Sargon Abraham 32′ Marcus de Bruin 49′ Alexander Andersson | Helsingborg Publik: 1 178 Domare: Magnus Lindgren (Göteborg) | Helsingborg Publik: 1 178 Domare: Magnus Lindgren (Göteborg) |
| 14:00 UTC+1 | 14:00 UTC+1      |                        |                 |                                                               | Helsingborg Publik: 1 178 Domare: Magnus Lindgren (Göteborg) | Helsingborg Publik: 1 178 Domare: Magnus Lindgren (Göteborg) |
| 14:00 UTC+1 | 14:00 UTC+1      |                        |                 |                                                               | Helsingborg Publik: 1 178 Domare: Magnus Lindgren (Göteborg) | Helsingborg Publik: 1 178 Domare: Magnus Lindgren (Göteborg) |

|             | 27 februari 2017 | IF Brommapojkarna     | 1 – 1           | Djurgårdens IF   | Tele2 Arena                                        |                                                    |
| 19:00 UTC+1 | 19:00 UTC+1      | Luca Gerbino Polo 41′ | (1 – 0) Rapport | 54′ Kerim Mrabti | Stockholm Publik: 2 531 Domare: Johan Hamlin (Bro) | Stockholm Publik: 2 531 Domare: Johan Hamlin (Bro) |
| 19:00 UTC+1 | 19:00 UTC+1      |                       |                 |                  | Stockholm Publik: 2 531 Domare: Johan Hamlin (Bro) | Stockholm Publik: 2 531 Domare: Johan Hamlin (Bro) |
| 19:00 UTC+1 | 19:00 UTC+1      |                       |                 |                  | Stockholm Publik: 2 531 Domare: Johan Hamlin (Bro) | Stockholm Publik: 2 531 Domare: Johan Hamlin (Bro) |

|             | 4 mars 2017 | Degerfors IF      | 1 – 4           | IF Brommapojkarna                                                           | Stora Valla                                           |                                                       |
| 14:00 UTC+1 | 14:00 UTC+1 | Govand Haidar 69′ | (0 – 0) Rapport | 70′, 90+4′ Luca Gerbino Polo 84′ Christopher Brandeborn 89′ Viktor Gyökeres | Degerfors Publik: 550 Domare: Victor Wolf (Stockholm) | Degerfors Publik: 550 Domare: Victor Wolf (Stockholm) |
| 14:00 UTC+1 | 14:00 UTC+1 |                   |                 |                                                                             | Degerfors Publik: 550 Domare: Victor Wolf (Stockholm) | Degerfors Publik: 550 Domare: Victor Wolf (Stockholm) |
| 14:00 UTC+1 | 14:00 UTC+1 |                   |                 |                                                                             | Degerfors Publik: 550 Domare: Victor Wolf (Stockholm) | Degerfors Publik: 550 Domare: Victor Wolf (Stockholm) |

|             | 4 mars 2017 | Djurgårdens IF      | 1 – 0           | Helsingborgs IF | Tele2 Arena                                                  |                                                              |
| 14:00 UTC+1 | 14:00 UTC+1 | Othman El Kabir 75′ | (0 – 0) Rapport |                 | Stockholm Publik: 4 065 Domare: Markus Strömbergsson (Gävle) | Stockholm Publik: 4 065 Domare: Markus Strömbergsson (Gävle) |
| 14:00 UTC+1 | 14:00 UTC+1 |                     |                 |                 | Stockholm Publik: 4 065 Domare: Markus Strömbergsson (Gävle) | Stockholm Publik: 4 065 Domare: Markus Strömbergsson (Gävle) |
| 14:00 UTC+1 | 14:00 UTC+1 |                     |                 |                 | Stockholm Publik: 4 065 Domare: Markus Strömbergsson (Gävle) | Stockholm Publik: 4 065 Domare: Markus Strömbergsson (Gävle) |

### Grupp 7
| Nr | Lag           | S | V | O | F | GM | IM | MS | P |
| -- | ------------- | - | - | - | - | -- | -- | -- | - |
| 1  | Östersunds FK | 3 | 3 | 0 | 0 | 8  | 2  | +6 | 9 |
| 2  | Hammarby IF   | 3 | 1 | 1 | 1 | 6  | 6  | 0  | 4 |
| 3  | Varbergs BoIS | 3 | 0 | 2 | 1 | 5  | 6  | −1 | 2 |
| 4  | Nyköpings BIS | 3 | 0 | 1 | 2 | 4  | 9  | −5 | 1 |

|             | 18 februari 2017 | Östersunds FK            | 2 – 1           | Varbergs BoIS      | Jämtkraft Arena                                         |                                                         |
| 14:00 UTC+1 | 14:00 UTC+1      | Saman Ghoddos 18′, 90+4′ | (1 – 0) Rapport | 68′ Joel Palmquist | Östersund Publik: 1 300 Domare: Patrik Eriksson (Gävle) | Östersund Publik: 1 300 Domare: Patrik Eriksson (Gävle) |
| 14:00 UTC+1 | 14:00 UTC+1      |                          |                 |                    | Östersund Publik: 1 300 Domare: Patrik Eriksson (Gävle) | Östersund Publik: 1 300 Domare: Patrik Eriksson (Gävle) |
| 14:00 UTC+1 | 14:00 UTC+1      |                          |                 |                    | Östersund Publik: 1 300 Domare: Patrik Eriksson (Gävle) | Östersund Publik: 1 300 Domare: Patrik Eriksson (Gävle) |

|             | 18 februari 2017 | Nyköpings BIS                          | 2 – 3           | Hammarby IF                                                  | Rosvalla IP                                           |                                                       |
| 14:00 UTC+1 | 14:00 UTC+1      | Dagoberto Funes 45′ Enis Ahmetovic 71′ | (1 – 3) Rapport | 14′ Pa Dibba 17′ (str.) Kennedy Bakircioglu 38′ Jiloan Hamad | Nyköping Publik: 2 800 Domare: Nermin Cisic (Värnamo) | Nyköping Publik: 2 800 Domare: Nermin Cisic (Värnamo) |
| 14:00 UTC+1 | 14:00 UTC+1      |                                        |                 |                                                              | Nyköping Publik: 2 800 Domare: Nermin Cisic (Värnamo) | Nyköping Publik: 2 800 Domare: Nermin Cisic (Värnamo) |
| 14:00 UTC+1 | 14:00 UTC+1      |                                        |                 |                                                              | Nyköping Publik: 2 800 Domare: Nermin Cisic (Värnamo) | Nyköping Publik: 2 800 Domare: Nermin Cisic (Värnamo) |

|             | 25 februari 2017 | Nyköpings BIS  | 1 – 5           | Östersunds FK                                              | Rosvalla IP                                           |                                                       |
| 16:00 UTC+1 | 16:00 UTC+1      | Carl Björk 52′ | (0 – 2) Rapport | 4′ Ken Sema 24′, 63′ Johan Bertilsson 50′, 66′ Hosam Aiesh | Nyköping Publik: 355 Domare: Farouk Nehdi (Stockholm) | Nyköping Publik: 355 Domare: Farouk Nehdi (Stockholm) |
| 16:00 UTC+1 | 16:00 UTC+1      |                |                 |                                                            | Nyköping Publik: 355 Domare: Farouk Nehdi (Stockholm) | Nyköping Publik: 355 Domare: Farouk Nehdi (Stockholm) |
| 16:00 UTC+1 | 16:00 UTC+1      |                |                 |                                                            | Nyköping Publik: 355 Domare: Farouk Nehdi (Stockholm) | Nyköping Publik: 355 Domare: Farouk Nehdi (Stockholm) |

|             | 26 februari 2017 | Hammarby IF                                              | 3 – 3           | Varbergs BoIS                                         | Tele2 Arena                                                  |                                                              |
| 16:00 UTC+1 | 16:00 UTC+1      | Birkir Már Sævarsson 12′ Jiloan Hamad 26′ Pa Dibba 90+5′ | (2 – 2) Rapport | 4′ Gabriel Altemark Vanneryr 10′, 70′ Karl Söderström | Stockholm Publik: 6 700 Domare: Mohammed Al-Hakim (Västerås) | Stockholm Publik: 6 700 Domare: Mohammed Al-Hakim (Västerås) |
| 16:00 UTC+1 | 16:00 UTC+1      |                                                          |                 |                                                       | Stockholm Publik: 6 700 Domare: Mohammed Al-Hakim (Västerås) | Stockholm Publik: 6 700 Domare: Mohammed Al-Hakim (Västerås) |
| 16:00 UTC+1 | 16:00 UTC+1      |                                                          |                 |                                                       | Stockholm Publik: 6 700 Domare: Mohammed Al-Hakim (Västerås) | Stockholm Publik: 6 700 Domare: Mohammed Al-Hakim (Västerås) |

|             | 5 mars 2017 | Varbergs BoIS       | 1 – 1           | Nyköpings BIS         | Påskbergsvallen                                           |                                                           |
| 14:00 UTC+1 | 14:00 UTC+1 | Karl Söderström 48′ | (0 – 1) Rapport | 44′ Christian Kouakou | Varberg Publik: 154 Domare: Kristoffer Karlsson (Höganäs) | Varberg Publik: 154 Domare: Kristoffer Karlsson (Höganäs) |
| 14:00 UTC+1 | 14:00 UTC+1 |                     |                 |                       | Varberg Publik: 154 Domare: Kristoffer Karlsson (Höganäs) | Varberg Publik: 154 Domare: Kristoffer Karlsson (Höganäs) |
| 14:00 UTC+1 | 14:00 UTC+1 |                     |                 |                       | Varberg Publik: 154 Domare: Kristoffer Karlsson (Höganäs) | Varberg Publik: 154 Domare: Kristoffer Karlsson (Höganäs) |

|             | 5 mars 2017 | Östersunds FK  | 1 – 0           | Hammarby IF | Jämtkraft Arena                                          |                                                          |
| 14:00 UTC+1 | 14:00 UTC+1 | Hosam Aiesh 6′ | (1 – 0) Rapport |             | Östersund Publik: 1 500 Domare: Bojan Pandzic (Göteborg) | Östersund Publik: 1 500 Domare: Bojan Pandzic (Göteborg) |
| 14:00 UTC+1 | 14:00 UTC+1 |                |                 |             | Östersund Publik: 1 500 Domare: Bojan Pandzic (Göteborg) | Östersund Publik: 1 500 Domare: Bojan Pandzic (Göteborg) |
| 14:00 UTC+1 | 14:00 UTC+1 |                |                 |             | Östersund Publik: 1 500 Domare: Bojan Pandzic (Göteborg) | Östersund Publik: 1 500 Domare: Bojan Pandzic (Göteborg) |

### Grupp 8
| Nr | Lag            | S | V | O | F | GM | IM | MS  | P |
| -- | -------------- | - | - | - | - | -- | -- | --- | - |
| 1  | BK Häcken      | 3 | 2 | 1 | 0 | 8  | 2  | +6  | 7 |
| 2  | Örebro SK      | 3 | 1 | 2 | 0 | 7  | 2  | +5  | 5 |
| 3  | Åtvidabergs FF | 3 | 1 | 1 | 1 | 8  | 4  | +4  | 4 |
| 4  | BKV Norrtälje  | 3 | 0 | 0 | 3 | 0  | 15 | −15 | 0 |

|             | 18 februari 2017 | Örebro SK               | 1 – 1           | Åtvidabergs FF  | Behrn Arena                                        |                                                    |
| 14:00 UTC+1 | 14:00 UTC+1      | Nahir Besara 45′ (str.) | (1 – 0) Rapport | 90′ Samuel Holm | Örebro Publik: 913 Domare: Glenn Nyberg (Borlänge) | Örebro Publik: 913 Domare: Glenn Nyberg (Borlänge) |
| 14:00 UTC+1 | 14:00 UTC+1      |                         |                 |                 | Örebro Publik: 913 Domare: Glenn Nyberg (Borlänge) | Örebro Publik: 913 Domare: Glenn Nyberg (Borlänge) |
| 14:00 UTC+1 | 14:00 UTC+1      |                         |                 |                 | Örebro Publik: 913 Domare: Glenn Nyberg (Borlänge) | Örebro Publik: 913 Domare: Glenn Nyberg (Borlänge) |

|             | 18 februari 2017 | BKV Norrtälje | 0 – 4           | BK Häcken                                                    | Norrtälje IP                                           |                                                        |
| 14:00 UTC+1 | 14:00 UTC+1      |               | (0 – 1) Rapport | 19′ Jasmin Sudić 48′, 57′ Alhassan Kamara 63′ Joel Andersson | Norrtälje Publik: 606 Domare: Farouk Nehdi (Stockholm) | Norrtälje Publik: 606 Domare: Farouk Nehdi (Stockholm) |
| 14:00 UTC+1 | 14:00 UTC+1      |               |                 |                                                              | Norrtälje Publik: 606 Domare: Farouk Nehdi (Stockholm) | Norrtälje Publik: 606 Domare: Farouk Nehdi (Stockholm) |
| 14:00 UTC+1 | 14:00 UTC+1      |               |                 |                                                              | Norrtälje Publik: 606 Domare: Farouk Nehdi (Stockholm) | Norrtälje Publik: 606 Domare: Farouk Nehdi (Stockholm) |

|             | 25 februari 2017 | BKV Norrtälje | 0 – 5           | Örebro SK                                                                        | Norrtälje IP                                            |                                                         |
| 14:00 UTC+1 | 14:00 UTC+1      |               | (0 – 1) Rapport | 15′ Martin Lorentzson 59′ Victor Sköld 62′, 74′ Ferhad Ayaz 66′ Johan Mårtensson | Norrtälje Publik: 414 Domare: Antti Kanerva (Olofstorp) | Norrtälje Publik: 414 Domare: Antti Kanerva (Olofstorp) |
| 14:00 UTC+1 | 14:00 UTC+1      |               |                 |                                                                                  | Norrtälje Publik: 414 Domare: Antti Kanerva (Olofstorp) | Norrtälje Publik: 414 Domare: Antti Kanerva (Olofstorp) |
| 14:00 UTC+1 | 14:00 UTC+1      |               |                 |                                                                                  | Norrtälje Publik: 414 Domare: Antti Kanerva (Olofstorp) | Norrtälje Publik: 414 Domare: Antti Kanerva (Olofstorp) |

|             | 25 februari 2017 | BK Häcken                                                        | 3 – 1           | Åtvidabergs FF     | Bravida Arena                                              |                                                            |
| 14:00 UTC+1 | 14:00 UTC+1      | Alhassan Kamara 5′ Jens Jacobsson 54′ (sjm.) Nasiru Mohammed 70′ | (1 – 1) Rapport | 41′ Emil Bellander | Göteborg Publik: 448 Domare: Kristoffer Karlsson (Höganäs) | Göteborg Publik: 448 Domare: Kristoffer Karlsson (Höganäs) |
| 14:00 UTC+1 | 14:00 UTC+1      |                                                                  |                 |                    | Göteborg Publik: 448 Domare: Kristoffer Karlsson (Höganäs) | Göteborg Publik: 448 Domare: Kristoffer Karlsson (Höganäs) |
| 14:00 UTC+1 | 14:00 UTC+1      |                                                                  |                 |                    | Göteborg Publik: 448 Domare: Kristoffer Karlsson (Höganäs) | Göteborg Publik: 448 Domare: Kristoffer Karlsson (Höganäs) |

|             | 5 mars 2017 | Åtvidabergs FF                                                                  | 6 – 0           | BKV Norrtälje | Kopparvallen                                          |                                                       |
| 16:00 UTC+1 | 16:00 UTC+1 | Jon Birkfeldt 8′, 84′ Marijan Cosic 18′, 89′ Pekka Lagerblom 26′ Simon Helg 72′ | (3 – 0) Rapport |               | Åtvidaberg Publik: 161 Domare: Johan Krantz (Uppsala) | Åtvidaberg Publik: 161 Domare: Johan Krantz (Uppsala) |
| 16:00 UTC+1 | 16:00 UTC+1 |                                                                                 |                 |               | Åtvidaberg Publik: 161 Domare: Johan Krantz (Uppsala) | Åtvidaberg Publik: 161 Domare: Johan Krantz (Uppsala) |
| 16:00 UTC+1 | 16:00 UTC+1 |                                                                                 |                 |               | Åtvidaberg Publik: 161 Domare: Johan Krantz (Uppsala) | Åtvidaberg Publik: 161 Domare: Johan Krantz (Uppsala) |

|             | 5 mars 2017 | Örebro SK        | 1 – 1           | BK Häcken          | Behrn Arena                                     |                                                 |
| 16:00 UTC+1 | 16:00 UTC+1 | Nordin Gerzic 8′ | (1 – 1) Rapport | 30′ Emil Wahlström | Örebro Publik: 1 297 Domare: Johan Hamlin (Bro) | Örebro Publik: 1 297 Domare: Johan Hamlin (Bro) |
| 16:00 UTC+1 | 16:00 UTC+1 |                  |                 |                    | Örebro Publik: 1 297 Domare: Johan Hamlin (Bro) | Örebro Publik: 1 297 Domare: Johan Hamlin (Bro) |
| 16:00 UTC+1 | 16:00 UTC+1 |                  |                 |                    | Örebro Publik: 1 297 Domare: Johan Hamlin (Bro) | Örebro Publik: 1 297 Domare: Johan Hamlin (Bro) |